# Панцо, Жозе
Жозе Панцо (порт. José Panzo, род. 25 февраля 1997) — ангольский шоссейный велогонщик.

## Карьера
В 2017 году Жозе Панцо, благодаря тренировкам в составе Jair Transportes de Benguela, занял на чемпионате Анголы второе место в командной гонке. А в категории до 23 лет стал чемпионом в индивидуальной гонке и вторым в групповой гонке уступив только Бруно Араужу.
В 2018 году стал чемпионом Анголы в индивидуальной гонке, а в категории до 23 лет выиграл групповую и индивидуальную гонки.

## Достижения
2017
2-й на Чемпионат Анголы — командная гонка
2-й на Чемпионат Анголы — индивидуальная гонка
 Чемпион Анголы — индивидуальная гонка U23
2-й на Чемпионат Анголы — групповая гонка U23
2018
 Чемпион Анголы — групповая гонка
 Чемпион Анголы — групповая гонка U23
 Чемпион Анголы — индивидуальная гонка U23
2019
2-й этап на Grande Prémio Linkconnection (ITT)
3-й на Чемпионат Анголы — индивидуальная гонка U23
2020
2-й этап на Grande Prémio Luanda